# Lystrup Kobbel
Lystrup Kobbel er en gammel indhegning i Lystrup Skov ved Lystrup nordøst for Slangerup.
I Lystrup Skov ses en del gamle jorddiger og volde. En nord-sydgående vold i den østlige del af skoven er resterne af den gamle indhegning omkring det såkaldte Lystrup Kobbel. Området har tjent græsningsformål af en lidt anden art end kreaturgræsning. Her tog man høslæt til rytterheste efter indretningen af det såkaldte Frederiksborgske Rytterdistrikt omkring 1720. Et samtidigt kort over distriktet viser tydeligt Lystrup Kobbel og Slangerup Hestehave, der lå nær ved Favrholm syd for Hillerød. Nærmeste rytterdistrikter var Uvelse og Gørløse.
|  | Denne artikel om lokaliteten Lystrup Kobbel kan blive bedre, hvis der indsættes et (bedre) billede. Du kan hjælpe ved at afsøge Wikimedia Commons for et passende billede eller lægge et op på Wikimedia Commons med en af de tilladte licenser og indsætte det i artiklen. |

55°51′50″N 12°12′45″Ø / 55.86389°N 12.21250°Ø